# Dicranomyia neananta
Dicranomyia neananta är en tvåvingeart som först beskrevs av Alexander 1967.  Dicranomyia neananta ingår i släktet Dicranomyia och familjen småharkrankar. Inga underarter finns listade i Catalogue of Life.